# ترابيون
التُّرَابِيُّون، معروفون رسميًّا بجماعة السِّيسْتَرْسِيِّين للالتزام الصَّارِم (باللاتينية: Ordo Cisterciensis Strictioris Observantiae، اختصارًا أوكسو (OCSO))، وكان اسمهم الأصلي جماعة السيستريين المصلحين التابعين لسيدة التراب (بالإنجليزية: Order of Reformed Cistercians of Our Lady of La Trappe)، هي جماعة دينية كاثوليكية من الرهبان المُعْتَزِلِين المُتَفَرِّعين من السيسترسية. ويتَّبِعُون قانون القديس بينديكت ولديهم مجمتع من الرهبان يُعْرَف باسم الترابيين، وكذلك مجتمع من الراهبات يعرف باسم الترابيات. وسميت الجماعة بذلك نسبة إلى دير التراب (بالفرنسية: La Trappe Abbey) في فرنسا، وهو الدير الذي نشأت منه هذه الحركة والجماعة الدينية. بدأت الحركة بإصلاحات قَدَّمَهَا رئيس الرهبان أرماند جان لو بوثيلييه دي رانسيه سنة 1664م، مما أدى بعد ذلك إلى نشوء طائفة الترابيين، ثم في النهاية كان التأسيس الرسمي للترابيين كجماعة دينية منفصلة سنة 1892م.